# Scottish Championship 2019-2020
La Scottish Championship 2019-2020 è stata la settima edizione dell'omonima competizione e la 114ª edizione totale della seconda serie del campionato di calcio scozzese. La stagione è iniziata il 3 agosto 2019 ed è stata conclusa anticipatamente il 15 aprile 2020 a seguito dell'emergenza dovuta alla pandemia di COVID-19 nel Regno Unito. Il Dundee Utd ha vinto il titolo per la terza volta ed è stato promosso in Scottish Premiership.

## Stagione

### Novità
Dalla Scottish Premiership 2018-2019 è retrocesso il Dundee, mentre dalla Scottish League One è stato promosso l'Arbroath. Queste squadre sostituiscono rispettivamente Ross County (promosso in Premiership) e Falkirk (retrocesso in League One).

### Regolamento
Il campionato è composto di 10 squadre che si affrontano in un doppio girone di andata-ritorno per un totale di 36 giornate.

La prima classificata viene promossa direttamente in Scottish Premiership. La 2ª, la 3ª e la 4ª classificata e l'11ª classificata della Scottish Premiership 2019-2020 si affrontano nei playoff per un posto in Scottish Premiership.

L'ultima classificata viene retrocessa direttamente in Scottish League One. La 9ª classificata partecipa ai playoff per un posto in Scottish Championship assieme alla 2ª, alla 3ª e alla 4ª classificata in Scottish League One 2019-2020.

### Avvenimenti
Il 13 marzo 2020 la SPFL decreta la sospensione a tempo indeterminato del campionato a causa della pandemia di COVID-19. Il 15 aprile successivo la SPFL annuncia la chiusura anticipata del torneo, con la promozione del Dundee United e la retrocessione del Partick Thistle.

## Squadre partecipanti
| Squadra            | Città       | Stadio             | Stagione precedente               |
| ------------------ | ----------- | ------------------ | --------------------------------- |
| Alloa Athletic     | Alloa       | Recreation Park    | 8º posto in Scottish Championship |
| Arbroath           | Arbroath    | Gayfield Park      | 1º posto in Scottish League One   |
| Ayr Utd            | Ayr         | Somerset Park      | 4º posto in Scottish Championship |
| Dundee             | Dundee      | Dens Park          | 12º posto in Scottish Premiership |
| Dundee Utd         | Dundee      | Tannadice Park     | 2º posto in Scottish Championship |
| Dunfermline        | Dunfermline | East End Park      | 7º posto in Scottish Championship |
| Greenock Morton    | Greenock    | Cappielow Park     | 5º posto in Scottish Championship |
| Inverness          | Inverness   | Caledonian Stadium | 3º posto in Scottish Championship |
| Partick Thistle    | Glasgow     | Firhill Stadium    | 6º posto in Scottish Championship |
| Queen of the South | Dumfries    | Palmerston Park    | 9º posto in Scottish Championship |

## Classifica
Nota: a seguito della conclusione anticipata del torneo, la classifica tiene conto della media punti per partite disputate.
|  | Pos. | Squadra            | MP   | Pt | G  | V  | N  | P  | GF | GS | DR  |
|  | ---- | ------------------ | ---- | -- | -- | -- | -- | -- | -- | -- | --- |
|  | 1.   | Dundee Utd         | 2,11 | 59 | 28 | 18 | 5  | 5  | 52 | 22 | +30 |
|  | 2.   | Inverness          | 1,67 | 45 | 27 | 14 | 3  | 10 | 39 | 32 | +7  |
|  | 3.   | Dundee             | 1,52 | 41 | 27 | 11 | 8  | 8  | 32 | 31 | +1  |
|  | 4.   | Ayr Utd            | 1,48 | 40 | 27 | 12 | 4  | 11 | 38 | 35 | +3  |
|  | 5.   | Arbroath           | 1,38 | 36 | 26 | 10 | 6  | 10 | 24 | 26 | -2  |
|  | 6.   | Dunfermline        | 1,32 | 37 | 28 | 10 | 7  | 11 | 41 | 36 | +5  |
|  | 7.   | Greenock Morton    | 1,29 | 36 | 28 | 10 | 6  | 12 | 45 | 52 | -7  |
|  | 8.   | Alloa Athletic     | 1,11 | 31 | 28 | 7  | 10 | 11 | 33 | 43 | -10 |
|  | 9.   | Queen of the South | 1,00 | 28 | 28 | 7  | 7  | 14 | 28 | 40 | -12 |
|  | 10.  | Partick Thistle    | 0,96 | 26 | 27 | 6  | 8  | 13 | 32 | 47 | -15 |

Legenda:

      Campione di Championship e promossa in Premiership 2020-2021
      Retrocessa in League One 2020-2021
Tre punti a vittoria, uno a pareggio, zero a sconfitta.
La classifica viene stilata secondo i seguenti criteri:
- Punti conquistati
- Differenza reti generale
- Reti totali realizzate
- Punti realizzati negli scontri diretti
- Differenza reti negli scontri diretti
- Reti realizzate negli scontri diretti
- play-off (solo per definire la promozione, la retrocessione e i playoff)